# Репер (геометрия)
Репе́р (фр. repère — знак, исходная точка) — совокупность точки многообразия и базиса касательного пространства в этой точке.

## Связанные определения
- Множество всех реперов на многообразии имеет естественную гладкую структуру и расслаивается над исходным многообразием. Это расслоение называется расслоением реперов, а его сечения называются полем реперов. Нередко термин репер означает именно поле реперов.
  - Расслоение реперов на многообразии {\displaystyle M} обычно обозначается {\displaystyle FM}.

- Поле реперов {\displaystyle {\frac {\partial }{\partial x^{i}}}} в карте {\displaystyle x^{i}} называется голономным, или координатным полем реперов.

## Вариации и обобщения
- {\displaystyle k}-репер в многообразии — совокупность точки многообразия и {\displaystyle k} линейно независимых векторов касательного пространства в этой точке.
- репер — совокупность точки (начала координат) и упорядоченного набора из {\displaystyle n} линейно независимых векторов (то есть базиса) в {\displaystyle n}-мерном аффинном пространстве.
- Иногда термин репер используется также в качестве синонима термина базис (то есть упоминание о начале координат опускается).

## История
Первое систематическое исследование дифференциальной геометрии с использованием полей реперов, отличных от координатных, в частности, с использованием ортогональных реперов, принадлежит Картану, получившему таким способом многие фундаментальные результаты, оказавшие серьёзное влияние на геометрию и теоретическую физику.